# キャプテン・アメリカ:ブレイブ・ニュー・ワールド
『キャプテン・アメリカ:ブレイブ・ニュー・ワールド』（原題: Captain America: Brave New World）は、マーベル・コミックのスーパーヒーローを原作とした、2025年のアメリカ合衆国のスーパーヒーロー映画であり、『キャプテン・アメリカ』シリーズ4作目。監督はジュリアス・オナー、脚本はロブ・エドワーズ、マルコム・スペルマン、ダラン・ムッソン、オナー、ピーター・グランツ、主演はクリス・エヴァンスに代わり新たにアンソニー・マッキーが務める。「マーベル・シネマティック・ユニバース」（MCU）の34作品目の作品。マーベル・スタジオ製作、ウォルト・ディズニー・スタジオ・モーション・ピクチャーズ配給。

## あらすじ
かつてアベンジャーズを分裂させるきっかけを作り、超人達を批判してきたサディアス・E・“サンダーボルト”・ロスは、アメリカ合衆国大統領へと上り詰め、各国との歩み寄りを国民に強調していた。一方、フラッグ・スマッシャーズとの戦いを通して、“キャプテン・アメリカ”を正式に襲名したファルコンことサム・ウィルソンは、同じく“ファルコン”を襲名したホアキン・トレスと共にアメリカ軍と協力し、治安維持に務めていた。そんな中、ロスがホワイトハウスで開く、インド洋に出現したある島にて採掘された、世界を揺るがす“ある資源”を扱う国際会議でテロ事件が発生。それをきっかけに生まれた各国の対立が、世界大戦の危機にまで発展してしまうが、全ては“ある人物”によって仕組まれた陰謀だった。サムは、キャプテン・アメリカとして新たな陰謀の背後にある脅威に立ち向かうこととなる。

## 登場人物・キャスト
サム・ウィルソン / キャプテン・アメリカ（3代目）
演 - アンソニー・マッキー、日本語吹替 - 溝端淳平
元落下傘兵でかつてはファルコンとして活動していた、高性能ウィング・パックを駆使するアベンジャーズの一員。サノスとの最終決戦後に、親友兼相棒だったスティーブ・ロジャースから盾を受け継ぎ一旦手放すも、フラッグ・スマッシャーズとの戦いを通して、“キャプテン・アメリカ”を正式に襲名した。また、これまで着用していたウィングパックはホアキン・トレスへ譲渡している。
ホアキン・トレス / ファルコン（2代目）
演 - ダニー・ラミレス、日本語吹替 - 布施川一寛
サムの友人で協力者であるアメリカ空軍中尉。サムからウィングパックを譲り受け、“ファルコン”を襲名する。
ルース・バット＝セラフ
演 - シーラ・ハース、日本語吹替 - 潘めぐみ
ナターシャと同様“レッドルーム”出身の元“ウィドウ”である、イスラエル人女性。現在は大統領となったロスの側近の政府高官。
イザイア・ブラッドリー
演 - カール・ランブリー、日本語吹替 - 宝亀克寿
ボルチモアで隠遁生活を送る高齢の黒人男性。かつて30年間投獄され実験された超人兵士だった過去を持つ。フラッグ・スマッシャーズとの戦い後に、サムの注力により、スミソニアン博物館に政府に伏せられた彼の生い立ちと貢献を記録した石碑を披露され、自分の貢献も認められた。
本作では、ホワイトハウスで開催された国際会議にてスターンズに操られ、大統領となったロスの暗殺犯に仕立て上げられ投獄されてしまう。
レイラ・テイラー
演 - ゾシャ・ロークモア日本語吹替 - 松平春香
アメリカ合衆国シークレットサービスのエージェントにして、サムの友人。
セス・ヴォルカー / サイドワインダー
演 - ジャンカルロ・エスポジート、日本語吹替 - 広瀬彰勇
謎の組織「サーペント・ソサエティ」のリーダー。。
スターンズとは、自身の部隊がハルクとアボミネーションとの戦いの後にハーレムの瓦礫から救助した時からの顔馴染み。
コッパーヘッド
演 - ヨハネス・ヘイクル・ヨハネソン、日本語吹替 - 武田太一
謎の組織「サーペント・ソサエティ」のメンバー。新たなキャプテン・アメリカになったサムを少し追い詰めていたが、サムを侮っていた為に形勢逆転となり怪我を負わされ敗北した。
エリザベス・“ベティ”・ロス
演 - リヴ・タイラー、日本語吹替 - 甲斐田裕子
遺伝細胞学を専門とする細胞生物学者。サディアス・E・“サンダーボルト”・ロスの娘で、ブルースの元恋人。父であるサディアスとは、ブルースを追い続けた一件以来疎遠になっており、連絡も一切取り合っていない。
サミュエル・スターンズ
演 - ティム・ブレイク・ネルソン、日本語吹替 - 森川智之
かつてはグレイバーン大学の細胞生物学者で、自らの治療法を探っていたブルース・バナーがネットで出会い、連絡を取り合っていた協力者の男。アボミネーションの暴走で負傷し、自身にもブルースの血液サンプルが額の怪我に染み込んだことで額が肥大してしまったが、その影響で怪力にはならなかったがあらゆる難解な計算等が可能になる頭脳を得た。その能力に目を付けたロスによって、刑務所では無くキャンプ・エコーワンに収容され、16年間彼の頭脳として利用される事となった。さらに、ロスによって血中のガンマ線の濃度を増量された事で、脳の構造はさらに変化した。
サディアス・E・“サンダーボルト”・ロス / レッドハルク
演 - ハリソン・フォード、日本語吹替 - 村井國夫
かつてハルクを軍事利用するべく、執拗にブルース・バナーを追っていた元アメリカ陸軍将軍。現在はアメリカ大統領に就任。キャプテン・アメリカとなったサムにアベンジャーズの再結成を依頼する。
尾崎総理大臣
演 - 平岳大、日本語吹替 - 平岳大
日本の首相。日本が保有していたアダマンチウムのサンプルが何者かに奪われ、アメリカ側に疑いの目を向け日米関係が危機的な状況へと向かって行く。
バッキー・バーンズ
演 - セバスチャン・スタン（カメオ出演）、日本語吹替 - 白石充
第二次世界大戦中に行方不明になり、ヒドラによって同組織の暗殺者“ウィンター・ソルジャー”に改造・洗脳された、スティーブ・ロジャース / キャプテン・アメリカ（初代）の親友にして元相棒。現在はアメリカ下院議員選挙出馬の為、各地で選挙活動を行っている。セレスティアル島近海での戦いで重傷を負い、病院に運ばれたトレスの件やキャプテン・アメリカの名を継ぐことに重荷を感じ落ち込むサムの前に現れ、何故スティーブが盾を託したのかを諭す。

## 公開
当初は2024年5月3日に公開する予定だったが、全米脚本家組合や俳優組合（SAG-AFTRA）によるストライキが相次いで発生した影響で公開日が2度延期となり、2025年2月14日公開となった。
日本でも2025年2月14日に日本とアメリカ合衆国で同時公開することが2024年7月に発表された。
イスラエル軍によるイスラム武装組織ヒズボラへの攻撃を受けているレバノンではイスラエル人女優であるシーラ・ハースが主要人物として出演していることを理由として、レバノン国内での本作品の劇場上映を禁止にした。

## 作品の評価

### 興行収入
公開6週を経て、全世界興行収入が4億ドルに達した。
最終的な全世界興行収入は、約4.1億ドルとなった。